# Сейак (Верхние Альпы)
Сейа́к (фр. Ceillac, окс. Celhac) — коммуна во Франции, находится в регионе Прованс — Альпы — Лазурный Берег. Департамент коммуны — Верхние Альпы. Входит в состав кантона Гийестр. Округ коммуны — Бриансон.
Код INSEE коммуны — 05026.

## Население
Население коммуны на 2008 год составляло 304 человека.
| 1962 | 1968 | 1975 | 1982 | 1990 | 1999 | 2008 |
| ---- | ---- | ---- | ---- | ---- | ---- | ---- |
| 202  | 208  | 234  | 292  | 289  | 276  | 304  |

## Экономика
В 2007 году среди 206 человек в трудоспособном возрасте (15—64 лет) 168 были экономически активными, 38 — неактивными (показатель активности — 81,6 %, в 1999 году было 78,0 %). Из 168 активных работали 163 человека (87 мужчин и 76 женщин), безработными были 5 женщин. Среди 38 неактивных 14 человек были учениками или студентами, 16 — пенсионерами, 8 были неактивными по другим причинам.

## Достопримечательности
- Церковь Сен-Сесиль (XIV—XV века).
- Церковь Сен-Себастьен.
- Часовня Пенитан (музей дю Тан), рядом с церковью Сен-Себастьен.
- Девевенский дом Шабран.

## Фотогалерея
- Сейак
- Церковь Сен-Себастьен
- Церковь Сен-Сесиль
- Дом Шабран